# Els Sumidors (Sant Pere de Ribes)
Els Sumidors és una obra de Sant Pere de Ribes (Garraf) protegida com a Bé Cultural d'Interès Local.

## Descripció
Masia situada a ponent del Puig dels Sumidors. És un edifici aïllat de planta rectangular entorn el qual hi ha adossats diversos cossos. Consta de planta baixa i pis i té la coberta a dues vessants amb el carener paral·lel a la façana. S'hi accedeix per un portal d'arc pla arrebossat que es troba descentrat en el frontis, al voltant del qual s'hi distribueixen diverses finestres d'arc pla arrebossat. En un costat del frontis hi ha adossat un petit pou quadrangular. A les façanes laterals hi ha adossats cossos d'un sol nivell d'alçat, mentre que a la posterior hi ha un corral en estat ruïnós que queda tancat per un baluard. L'acabat exterior és arrebossat de color terrós.

## Història
Segons algunes fonts, els Sumidors està documentat des de l'any 1482 i apareix anomenat en un capbreu d'Olivella de l'any 1681. Al cadastre de l'any 1717 hi consta la casa de Sumidors, de la qual n'era propietari Francisco Mestre del Racó i masover Josep Massó. L'any 1827 s'esmenta un tal Josep Carreras, dit "Sumidor".